# Cyanea mauiensis
Cyanea mauiensis är en klockväxtart som först beskrevs av Joseph Rock, och fick sitt nu gällande namn av Thomas G. Lammers. Cyanea mauiensis ingår i släktet Cyanea, och familjen klockväxter. Inga underarter finns listade i Catalogue of Life.